# ماريا (مغنية لبنانية)
ماريا (1 أغسطس 1985 -)، مغنية لبنانية. من طائفة الأرمن الكاثوليك. فازت بلقب ملكة جمال البكيني بقارة آسيا في عام 2002 وبدأت مشوارها الفني مع جاد شويري بكليب (العب) عام 2004 ثم كليب (بحب الماس) بعام 2008.

## أعمالها
- بدون رقابة
- أحاسيس

### فيديو كليبات
| الأغنية         | المخرج         | العام  | إنتاج              |
| --------------- | -------------- | ------ | ------------------ |
| إلعب            | جاد شويري      | (2004) | ميلودي             |
| تكدب عليا       | جاد شويري      | (2005) | ميلودي             |
| بحبك قد إيه     | جاد شويري      | (2005) | ميلودي             |
| ورجعت تاني      | جاد شويري      | (2007) | ميلودي             |
| ستوب.. تعالا بس | جاد شويري      | (2007) | ميلودي             |
| بحب الماس       | جاد شويري      | (2008) | ميلودي             |
| عينك فعيني      | هاني جرجس فوزي | (2009) | من فيلم بدون رقابة |
| ندراً عليا       | روبرت كريمونا  | (2014) | عالم الفن          |